# Socha svatého Patrika (Dolní Lutyně)
Socha sv. Patrika v Dolní Lutyni (okres Karviná v Moravskoslezském kraji) se nachází u kostela sv. Jana Křtitele. Se sochou sv. Patrika v Karviné jsou to jediné dvě sochy sv. Patrika v České republice a ve Slezsku.

## Historie
Socha byla vytesána v roce 1749 jako výraz zbožnosti hraběte Mikuláše Taafeho z Karlingsfortu, který přišel do Slezska v roce 1740 kvůli pronásledování katolíků v Irsku. Niklas Taaffe se později stal vlastníkem panství Dolní Lutyně.

## Popis
Socha je vytesána z pískovce a zobrazuje postavu světce jako biskupa v ornátě, držícího biskupskou berlu v pravé ruce. Levou ruku má položenou na srdci.